# Kukariekowka (sielsowiet małognieuszewski)
Kukariekowka (ros. Кукарековка) – wieś (ros. деревня, trb. dieriewnia) w zachodniej Rosji, w sielsowiecie małognieuszewskim rejonu rylskiego w obwodzie kurskim.

## Geografia
Miejscowość położona jest nad rzeką Sejm, 4,5 km od centrum administracyjnego sielsowietu małognieuszewskiego (Małognieuszewo), 9 km od centrum administracyjnego rejonu (Rylsk), 103 km od Kurska.

## Demografia
W 2010 r. miejscowość zamieszkiwało 16 osób.